# Escuadrón 731
La Unidad 731 o Escuadrón 731 fue un programa encubierto de investigación y desarrollo de armas biológicas del Ejército Imperial Japonés, que llevó a cabo letales experimentos médicos sobre humanos vivos durante la segunda guerra sino-japonesa (1937-1945) en el marco de la Segunda Guerra Mundial. Fue responsable de algunos de los más horribles crímenes de guerra cometidos en la época moderna. Oficialmente conocido por el Ejército Imperial del Imperio del Japón como el Laboratorio de Investigación y Prevención de Enfermedades Infecciosas del Ministerio Político Kempeitai, fue inicialmente instaurado como una sección política e ideológica de la policía militar Kenpeitai, con la intención de contrarrestar la influencia político-ideológica de los enemigos y reforzar el sistema de unidad militar.
La unidad fue camuflada como un módulo de purificación de agua situado en el distrito de Pingfang, al noreste de la ciudad china de Harbin, parte del gobierno títere de Manchukuo. Operó a través de la propaganda política japonesa y como un emblema ideológico de la rama política del ejército llamada Kōdōha (Partido Bélico). En la primera fase, esta sección actuó en contra de la propaganda comunista, pero extendió sus responsabilidades en otras direcciones, tanto en Japón como en el extranjero.
Se convirtió en un equivalente aproximado del SS alemán. Promovió la creencia en la supremacía racial japonesa, teorías racistas, contraespionaje, investigación, sabotaje político e infiltración en las líneas enemigas. Estuvo ligada con la policía militar y ordinaria, servicio de inteligencia, y partidos nacionalistas regionales de Manchukuo, además de un destacamento del Servicio Secreto Japonés en la región.
Hasta diez mil personas, tanto civiles como militares, de origen chino, coreano, mongol y ruso fueron objeto de la experimentación dirigida por la Unidad 731. Algunos prisioneros de guerra estadounidenses y europeos igualmente murieron a manos del Escuadrón 731. Aparte de eso, el uso de armas biológicas desarrolladas por el programa de armamento bioquímico de la Unidad 731, resultó en decenas de miles de muertes en China –posiblemente hasta doscientas mil víctimas según algunos cálculos—.
La Unidad 731 fue uno de los muchos destacamentos usados por las Fuerzas Armadas japonesas para la investigación sobre agentes biológicos para la guerra; otras unidades tácticas y administrativas fueron el Escuadrón 516 (Qiqihar), el Escuadrón 543 (Hailar), el Escuadrón 773 (Songo), el Escuadrón 100 (Changchun), el Escuadrón 1644 (Nankín), el Escuadrón 1855 (Pekín), el Escuadrón 8604 (Cantón), el Escuadrón 200 (Manchuria) y el Escuadrón 9420 (Singapur). 
Muchos de los científicos implicados en la Unidad 731 continuaron con sus prominentes carreras en política, educación, negocios y medicina. Algunos fueron arrestados por las fuerzas soviéticas y procesados en los juicios sobre crímenes de guerra de Jabárovsk; otros que se rindieron a los estadounidenses recibieron amnistía a cambio del acceso a la información que habían recopilado.
Debido a su brutalidad, las acciones de la Unidad 731 han sido denunciadas hoy en día por las Naciones Unidas como crímenes de guerra.

## Creación

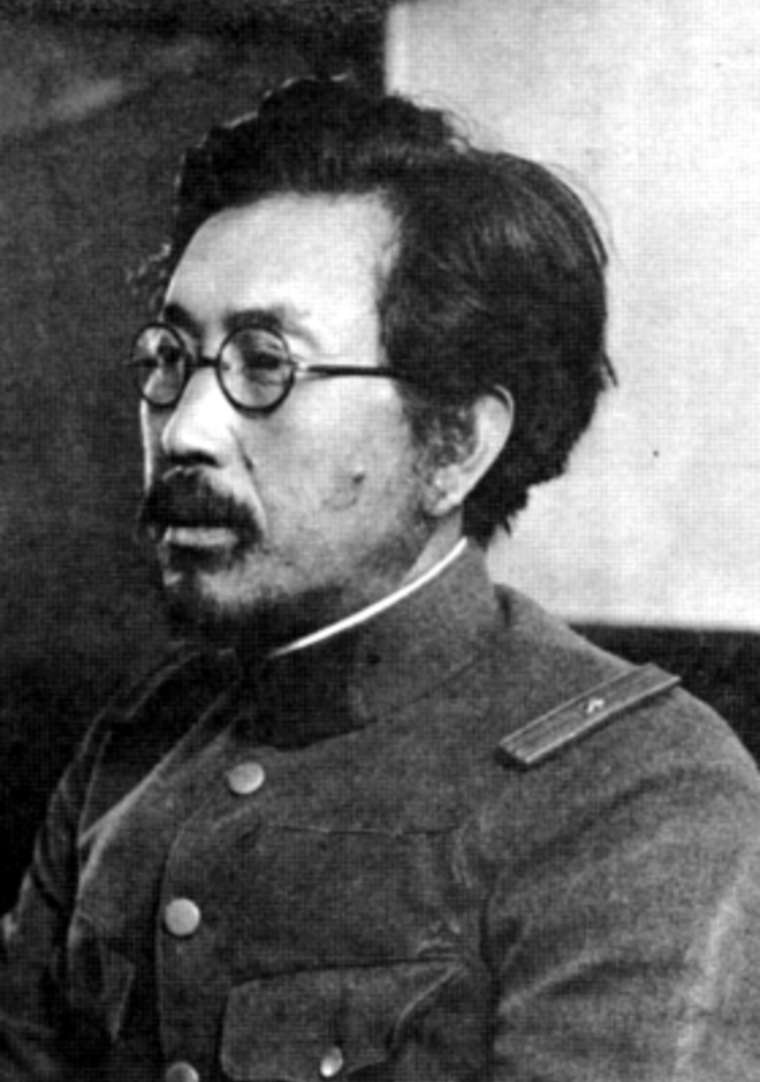
Shirō Ishii, comandante del Escuadrón 731.

En 1932, el Chūjō (Teniente General) Shirō Ishii fue puesto al mando del Laboratorio de Investigación del Ejército sobre Prevención Epidémica. Él y sus hombres construyeron el campo de prisioneros Zhong Ma (cuyo edificio principal fue conocido a nivel local como la Fortaleza Zhongma), una prisión experimental ubicada en el poblado Bei-inho, a 100 km al sur de Harbin. Las vías ferroviarias manchúes, fueron colocadas para el transporte de materiales y equipamiento. Ishii organizó al grupo secreto de investigación «Unidad Tōgō», para la coordinación de estudios químicos y biológicos. Una fuga de reos en 1934 y una explosión en 1935 (presunto ataque), obligaron a Ishii a suspender las operaciones de la Fortaleza Zhongma. Posteriormente, Ishii se trasladó a Pingfang, aproximadamente a 24 km al sur de Harbin, para instalar un complejo nuevo, de mayores dimensiones.
Más tarde esta unidad fue incorporada al Ejército de Kwantung como el Departamento de Prevención Epidémica, pero fue dividida simultáneamente en la «Unidad Ishii» y la «Unidad Wakamatsu», con un comando central en Hsinking. A partir de 1941, todas estas unidades fueron conocidas colectivamente como el Departamento de Prevención Epidémica y Purificación de Agua del Ejército de Kwantung o Escuadrón 731 como sobrenombre. Ellos tuvieron el respaldo de los Cuerpos Imperiales de la Juventud, la Universidad de Investigaciones Japonesa y el Kempeitai. Algunas fuentes los relacionan con el zaibatsu Mitsui, monopolio del cultivo de amapola en Manchukuo (para la producción de heroína).

## Integrantes del Escuadrón 731
- Chūjō (teniente general) Shirō Ishii
- Chūsa (teniente coronel) Ryoichi Naito
- Dr. Masaji Kitano
- Yoshio Shinozuka
- Yasuji Kaneko

## Divisiones
El Escuadrón 731 estaba compuesto por ocho divisiones:
- División 1: efectuaba investigaciones sobre peste bubónica, cólera, carbunco y tuberculosis, empleando seres humanos. Para tal fin, se construyó una prisión con capacidad para trescientos o  cuatrocientos prisioneros.
- División 2: se ocupaba de probar las armas biológicas, centrándose en el diseño y manufactura de aparatos para esparcir agentes patógenos y parásitos.
- División 3: se ocupaba de producir proyectiles cargados con agentes patógenos. Estaba acantonada en Harbin.
- División 4: producía diversos materiales para los experimentos.
- División 5: entrenaba a los nuevos integrantes del personal.
- División 6: unidad de pertrechos.
- División 7: unidad médica.
- División 8: unidad administrativa.

## Actividades
Durante la segunda guerra sino-japonesa, un proyecto médico especial con el nombre clave de «Maruta», utilizó a humanos para hacer experimentos. Los sujetos de prueba (militares y civiles) fueron reunidos de la población de los alrededores y en ciertos casos eran aludidos eufemísticamente como «troncos» («maruta», 丸太). Este término, originado de una «broma» por parte del personal debido al hecho de que la información oficial sobre el establecimiento ofrecida a las autoridades locales, fue que se trataba de un aserradero. Entre los sujetos de prueba, aparte de hombres y mujeres de edad adulta, se encontraban niños, ancianos y mujeres embarazadas. Muchos experimentos y vivisecciones fueron realizadas sin el uso de anestésicos sobre los brazos y piernas de las víctimas, porque se creía que podían influir en los resultados o que eran innecesarios porque los individuos se encontraban atados.

### Vivisección
- Los prisioneros de guerra fueron sometidos a vivisección (disección cuando aún se está en vida) sin anestesia.[8][7]
- Las vivisecciones fueron realizadas a prisioneros infectados con diversas enfermedades. Los científicos llevaron a cabo cirugía invasiva en los cautivos, eliminando órganos para estudiar los efectos de la enfermedad sobre el cuerpo humano. Estas fueron practicadas mientras los pacientes estaban vivos, porque se creía que el proceso de descomposición afectaría los resultados.[9][7] Entre los presos infectados y viviseccionados se encontraban hombres, mujeres, niños y lactantes.[10]
- Las vivisecciones fueron también perpetradas en mujeres embarazadas, algunas veces embarazadas por los mismos doctores, y los fetos eran extraídos.[11]
- Las extremidades de los prisioneros eran amputadas con el fin de estudiar la pérdida de sangre.
- Estos miembros quitados fueron algunas veces vueltos a unir del lado contrario del cuerpo.
- Otras veces las extremidades de los prisioneros eran congeladas y amputadas, mientras otros miembros eran congelados y después descongelados para analizar los efectos de la gangrena y la putrefacción resultantes sin tratamiento.
- A algunos prisioneros se les extrajo quirúrgicamente el estómago y se les ligó el esófago a los intestinos.
- Partes del cerebro, pulmones, hígado, etc., fueron extirpadas de algunos prisioneros.[12][8][7]

### Ensayo de armas
- Se usaron blancos humanos para probar granadas puestas a varias distancias y en diferentes posiciones.[7]
- Se pusieron a prueba lanzallamas sobre humanos.[7]
- Personas fueron atadas a postes y usadas como blancos para probar bombas de gérmenes, armas químicas y bombas convencionales.[7]

### Experimentos con agentes patógenos
- Los prisioneros eran inyectados con sueros contaminados con agentes patógenos, aparentando ser vacunas, para estudiar sus efectos.[7]
- Para investigar las repercusiones de enfermedades de transmisión sexual sin tratamiento, prisioneros masculinos y femeninos fueron deliberadamente infectados con sífilis y gonorrea vía estupro, siendo después estudiados.
- Los presos eran infestados con pulgas transmisoras de la peste bubónica, para analizar la viabilidad de una guerra biológica.

### Ataques biológicos
- Parásitos, ropa infectada y provisiones contaminadas fueron lanzadas dentro de bombas sobre varios objetivos. Las resultantes epidemias de cólera, carbunco y peste bubónica fueron responsables de haber matado alrededor de cuatrocientos mil chinos.[7]
- El Escuadrón 731 y sus unidades afiliadas (Escuadrón 1644, Escuadrón 100, etc.), sobrepasaron la fase de «prueba» de armas biológicas y llevaron a cabo ataques biológicos en contra del pueblo chino (tanto civiles como soldados), durante el transcurso de la Segunda Guerra Mundial. Pulgas infectadas de peste fueron criadas en las instalaciones del laboratorio del Escuadrón 731 y del Escuadrón 1644, siendo diseminadas por aviones sobre localidades chinas habitadas, tal como la ciudad costera de Ningbo en 1940 y la ciudad de Changde en 1941. Este rociado aero-militar resultó en epidemias humanas de peste bubónica que mató a miles de civiles chinos.[13]
- Tularemia experimentada con civiles chinos.[14]

### Otros experimentos
- Algunos prisioneros fueron colgados cabeza abajo para observar cuánto tiempo tardarían en asfixiarse.[7]
- A otros les fue inyectado aire en las arterias para determinar el tiempo que tardaban en mostrar los síntomas iniciales de una embolia.[7]
- A algunos cautivos se les inyectó orina de caballo dentro de sus riñones.[7]
- Otros fueron privados de alimentos, agua y sueño para precisar la duración de tiempo hasta la muerte.
- Otros presos fueron situados dentro de cámaras de vacío hasta que morían.
- Otros tantos fueron expuestos a temperaturas extremas desarrollando congelamiento, siendo analizado cuánto duraba el cuerpo humano sobreviviendo con tal tortura, además de determinar los efectos de la putrefacción y la gangrena sobre la carne humana.[7]
- Algunos experimentos fueron realizados para definir la relación entre la temperatura, quemaduras y supervivencia humana.
- Unos cuantos prisioneros fueron puestos dentro de centrifugadoras, haciéndolos girar hasta morir.
- Sangre animal fue inyectada en algunos otros, estudiando los efectos de esta acción.
- Algunos cautivos fueron irradiados con dosis letales de rayos X.
- En cámaras de gases fueron probadas varias armas químicas, usando siempre personas.
- Fueron inyectadas burbujas de aire en el flujo sanguíneo de otros prisioneros para simular una apoplejía.[7]
- También se inyectó agua de mar en otros tantos cautivos para determinar si podía servir como sustituto de la solución salina.
- A las madres con bebés las metían en un tanque que llenaban de agua y observaban el comportamiento de la madre (que al principio sostenía al bebé a lo más alto, pero luego terminaba pisándolo para no ahogarse ella misma).

## Guerra biológica
Los científicos japoneses realizaron pruebas sobre los prisioneros centrándose en torno a la peste bubónica, cólera, viruela, botulismo y otras enfermedades.
Estos experimentos indujeron al desarrollo de la bomba de bacilos defoliantes y la bomba de pulgas, usada para esparcir la peste bubónica. Algunas de estas bombas fueron diseñadas con cuerpos de cerámica (porcelana), una idea propuesta por Ishii en 1938. 
Estas bombas posibilitaron a los soldados japoneses el lanzar ataques biológicos, contaminando los cultivos, embalses, manantiales y otras áreas con carbunco, pulgas infectadas de peste, tifoidea, disentería, cólera y otros agentes patógenos mortales. 
Además de esto, provisiones de alimentos contaminados y hasta ropa fueron dejados caer desde aeronaves dentro de áreas de China no ocupadas por las fuerzas militares japonesas.

## Instalaciones

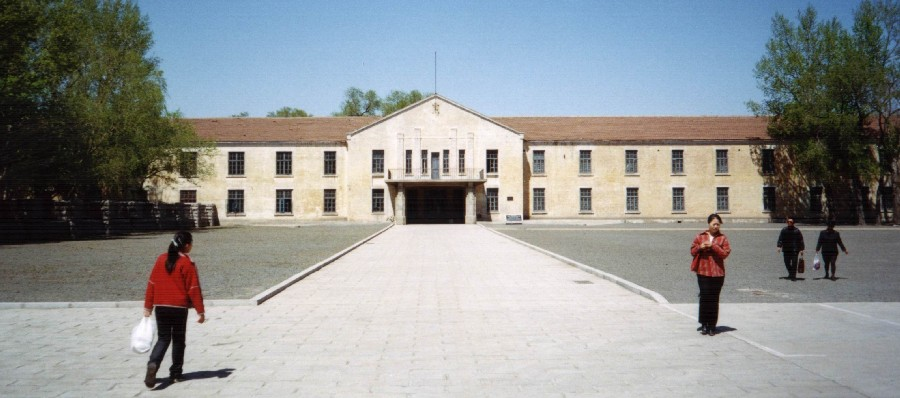
Una de las construcciones abierta a los turistas.

La base del Escuadrón 731 ocupaba 6 km² y consistía en más de ciento cincuenta edificios. Las instalaciones fueron muy bien diseñadas, siendo difíciles de destruir. Algunos edificios satelitales del Escuadrón 731 aún existen y están abiertos al público, mientras que en otros funcionan fábricas de diversas empresas chinas.
El complejo contiene en su interior varias fábricas. Allí había alrededor de  cuatro mil quinientos recipientes que se utilizaban para criar a las pulgas, seis calderas gigantes para producir diversas sustancias químicas y alrededor de mil ochocientos contenedores para producir agentes biológicos. Aproximadamente 30 kg del bacilo de la peste bubónica se podían producir en varios días. 
Toneladas de estas armas biológicas (y algunas químicas) fueron almacenadas en varios lugares del noreste de China durante el transcurso de la guerra. 
El intento japonés de destruir la evidencia del establecimiento, después de ser desintegrado el escuadrón, falló debido a que los restos dañaron de vez en cuando a civiles, incluso aún recientemente. 
En agosto del 2003 fueron hospitalizadas veintinueve personas después de que un grupo de constructores de Heilongjiang desenterrara unos proyectiles químicos que habían sido enterrados profundamente en el suelo hacía más de cincuenta años.

### Sitio de ensayo Anta
Esta era una zona de pruebas al aire libre ubicada a 120 km de la instalación de Pingfang.

### Centro de operaciones Hsinking (Changchung)
El comando central de la «Unidad Wakamatsu» (Escuadrón 100) estaba bajo el mando del veterinario Yujiro Wakamatsu. Esta instalación se dedicó al estudio de vacunas para proteger los recursos animales japoneses y, especialmente, a la guerra biológica veterinaria. Las enfermedades fueron probadas para su uso en contra de los caballos soviéticos y chinos y otros tipos de ganado. Además de estas pruebas, el Escuadrón 100 dirigió una fábrica de bacterias para producir los patógenos requeridos por otras unidades. Las pruebas de sabotaje biológico fueron también gestionadas en este establecimiento: desde venenos hasta destrucción química de las cosechas.

### Centro de operaciones Pekín (Peiping)
Ésta era la comandancia del Escuadrón 1855. Era también una rama experimental ubicada en China, Hebei. La peste bubónica y otras enfermedades fueron estudiadas extensivamente en estas instalaciones.

### Centro de operaciones Nankín
Esta fue la comandancia de la «Unidad Tama» (Escuadrón 1644). Esta sección condujo proyectos y operaciones comunes con el Escuadrón 731.

### Centro de operaciones Guangdong (Cantón)
El cuartel general de la «Unidad Nami» (Escuadrón 8604). Esta instalación encabezó la experimentación sobre privación de alimentos y agua a humanos, así como la transmisión hídrica del tifus. Además, esta instalación sirvió como la principal granja de ratas para aprovisionar a las unidades médicas con los vectores de la peste bubónica para los experimentos.

### Centro de operaciones Syonan (Singapur)
Formado en 1942, por Naito Ryoichi, el Escuadrón 9420 tuvo aproximadamente mil trabajadores con base en la Universidad Médica Raffles. El escuadrón fue comandado por el General de División Kitagawa Masataka y apoyado por las comandancias meridionales del Ejército Imperial Japonés.
Había dos principales subunidades: la «Unidad Umeoka», especializada en paludismo, y la «Unidad Kono», que se ocupaba de la peste bubónica. Además de los experimentos con enfermedades, esta instalación sirvió como uno de los principales centros de captura y disección de ratas.

### Centro de operaciones Okunoshima
Una fábrica altamente confidencial en la isla Ōkunoshima produjo las armas químicas para las unidades militares y médicas japonesas. Comenzando con la producción de gas mostaza en 1928, la fábrica continuó ligada a la elaboración de armas químicas tales como fosgeno, lewisita, y cianógeno. Durante la década de 1930, al empeorar la guerra en China, la isla en donde se hallaba la fábrica fue borrada de la mayoría de los mapas para fortalecer la confidencialidad y la seguridad.

### Centro de operaciones Manchuria (Escuadrón 200)
Esta unidad fue asociada directamente con el Escuadrón 731 y trabajó principalmente en la investigación de la peste.

### Centro de operaciones Manchuria (Escuadrón 571)
Esta sección, con sede desconocida, era otra unidad que trabajó directa y extensivamente con el Escuadrón 731.

### Brigadas especiales ambulantes
Fueron unidades especiales guiadas por el hermano mayor de Shiro Ishii y solamente atendido por personal de la ciudad natal de Ishii. Operaron por separado de las organizaciones médicas regulares como investigadores y solucionadores de problemas.

### Unidades de operaciones especiales
Unidades con especiales y desconocidas asignaciones en Manchuria y el continente asiático. Se ha insinuado que la investigación nuclear fue dirigida en Manchuria hacia el final de la guerra por esta división.

## Disolución al finalizar la Segunda Guerra Mundial

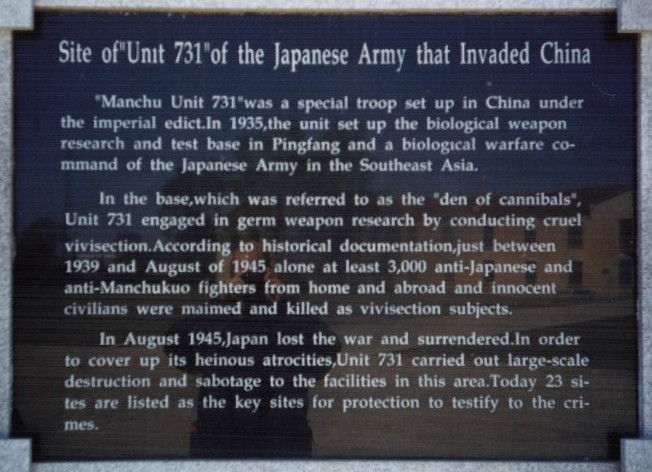
Cartel de información ubicado en el lugar el día de hoy.

Las operaciones y los experimentos continuaron hasta el final de la guerra. Shirō Ishii deseaba utilizar las armas biológicas en el conflicto del Pacífico desde mayo de 1944, pero sus tentativas fracasaron en varias ocasiones por la pobre formulación de planes y la intervención aliada. Con la invasión rusa de Manchukuo y Mengjiang en agosto de 1945, la unidad tuvo que abandonar su trabajo deprisa. Los miembros y sus familias huyeron a través de Manchuria y China para volver a Japón. 
Ishii ordenó a cada integrante del grupo «llevar el secreto hasta la tumba», amenazando con encontrarles si fallaban e impidiendo a cualquiera que trabajase en puestos públicos en Japón. Fueron repartidas ampolletas con cianuro de potasio, para emplearse en caso de que capturaran al personal restante.
Los encargados de confianza de las tropas japonesas de Ishii dinamitaron las instalaciones en los días finales de la guerra para destruir la evidencia de sus actividades, pero la mayoría estaban tan bien construidas que sobrevivieron un tanto indemnes, quedando como testimonio de lo que sucedió allí. 
Después de que Japón se rindiera a los aliados en 1945, Douglas MacArthur se convirtió en comandante supremo de las fuerzas aliadas, reconstruyendo Japón durante la ocupación aliada.
Al final de la guerra, éste concedió secretamente inmunidad a los médicos del Escuadrón 731 a cambio de proveer a los Estados Unidos sus datos de investigación sobre la guerra biológica. Los Estados Unidos creía que los datos de la investigación tenían valor porque los aliados nunca procesaron o condenaron públicamente tales experimentos en humanos, debido a la aversión moral y política. Estados Unidos tampoco deseó que otras naciones, como la Unión Soviética, adquirieran los datos sobre armas biológicas, sin mencionar las ventajas militares de tal investigación.
El Tribunal de los crímenes de guerra de Tokio se había enterado solamente a través de una referencia sobre los experimentos japoneses con los «sueros infectados» en civiles chinos. Esto ocurrió en agosto de 1946 y fue denunciado por David Sutton, ayudante del fiscal chino. 
Michael Levin, el defensor de Okinori Kaya, argumentó que la acusación fue vaga y sin corroboración, siendo anulada por el presidente del tribunal, William Webb, por la carencia de evidencias. El tema no fue investigado más allá por Sutton, que estaba probablemente enterado de las actividades del Escuadrón 731. Se cree que su referencia a esto en el juicio pudo haber sido accidental.
Aunque públicamente silenciado, en el incidente de los juicios de Tokio la Unión Soviética le dio seguimiento al caso y procesó a doce líderes y científicos del Escuadrón 731 y sus unidades filiales: el Escuadrón 1644 en Nankín y el Escuadrón 100 en Changchun, todos en los Juicios de Jabárovsk. Entre esos criminales de guerra se encontraban el general Otozō Yamada, el comandante en jefe de un millón de soldados japoneses que ocupaban Manchuria.
Muchos prisioneros de guerra soviéticos capturados por Japón y civiles rusos, incluyendo mujeres y niños, fueron asesinados en experimentos químicos y biológicos del Escuadrón 731, junto con chinos, coreanos, mongoles y cautivos de otras nacionalidades. El juicio de los autores japoneses que fueron capturados fue llevado a cabo en la ciudad de Jabárovsk, en el Extremo Oriente ruso cerca de la frontera con China nor-oriental, en diciembre de 1949. Una transcripción parcial muy larga de los procedimientos del juicio fue publicada en diversos idiomas al año siguiente por una agencia periodística moscovita en idiomas extranjeros, incluyendo una edición en inglés: Materials on the Trial of Former Servicemen of the Japanese Army Charged with Manufacturing and Employing Bacteriological Weapons (Moscow: Foreign Languages Publishing House, 1950). Este libro sigue siendo un recurso invaluable para los historiadores sobre la organización y las actividades de los intentos de guerra biológica. Curiosamente, ninguna de las ediciones en idiomas extranjeros de este libro tenían algún dato sobre su número de tiraje —solamente la edición rusa dice que cerca de cincuenta mil copias fueron publicadas—. El abogado que llevaba el caso en los juicios de Jabárovsk fue Lev Smirnov, que había sido uno de los querellantes soviéticos de los juicios de Núremberg contra los doctores nazis que habían cometido atrocidades humanas en experimentaciones similares en los campos de exterminio como Auschwitz y Dachau.
Los galenos y oficiales del Ejército Imperial Japonés que habían perpetrado las atrocidades del Escuadrón 731 recibieron sentencias de 2 a 25 años de reclusión en campamentos de trabajo, por parte de la corte de Jabárovsk. Todos los médicos consiguieron amnistía.

## El Escuadrón 731 en el cine
- La película gore Los hombres detrás del sol (Tun Fei Mou, 1988) muestra las atrocidades cometidas por el Escuadrón 731. La película está hecha en honor a las víctimas con la intención de que no se olvide lo que pasó. Su título original es Hei tai yang 731. Esta película contó con una secuela inspirada en los mismos hechos, El laboratorio del diablo (Godfrey Ho, 1992). Su título original es Hei Tai Yang 731 Xu Ji Zhi Sha Ren Gong Chang.

- La película Filosofía de un Cuchillo (en inglés: Philosophy of a knife), dirigida por Andrey Iskanov y estrenada en junio de 2008, también habla sobre las atrocidades del Escuadrón 731 o Unidad 731. De igual manera la película está dedicada a las víctimas, con la intención de que no se repita, aun siendo en nombre de la ciencia, como se llegó a decir en su momento.

## El Escuadrón 731 en la música
- «Unit 731» es una canción inspirada por las acciones del Escuadrón 731, escrita por Jeff Hanneman de la banda estadounidense de thrash metal Slayer.

- «Kagome kagome» es una canción original vocaloid que trata sobre las mutilaciones que sufrieron los niños de tal cruel experimento para encontrar la píldora de la vida eterna, entre otros estudios.

- «The breeding house», escrita por Bruce Dickinson (cantante de la banda británica Iron Maiden) en su disco en solitario Balls to Picasso en 1994.

- «Human waste», canción original de la banda de "thrash metal" venezolano Biowarfare de su disco Wiping out human race la cual trata sobre los experimentos de la unidad 731 en seres humanos

## El Escuadrón 731 en televisión y videojuegos
- El episodio 10 de la tercera temporada de la serie Expediente X lleva por título «731» y trata precisamente de un grupo de doctores que experimentan con humanos con la intención de crear un híbrido humano y extraterrestre.
- En el videojuego de terror Spooky's Jumpscares Mansion, el origen del jefe final, el Espécimen 9, es debido a resultado de los experimentos del Escuadrón 731, además de referirse a sus víctimas como «troncos».

### Guerra del Pacífico (Segunda Guerra Mundial)
- Crímenes de guerra japoneses
- Masacre de Manila
- Masacre de Nankín
- Segunda Guerra Sino-japonesa
- Masacre de Sook Ching

### Alemania Nazi
- Experimentación médica nazi
- Josef Mengele
- Herta Oberheuser